# فرودگاه بوگونی
فرودگاه بوگونی (به انگلیسی: Bougouni Airport) یک فرودگاه است . این فرودگاه در شهر بوگونی، مالی کشور مالی قرار دارد .